# Charles Morard
Charles Morard – francuski bokser, uczestnik Letnich Igrzysk Olimpijskich 1908 w Londynie.
Na Letnich Igrzyskach Olimpijskich 1908 startował w kategorii średniej. Przegrał w 1/8 finału z reprezentantem gospodarzy Rube Warnesem, nie zdobywając medalu.